# Кордье, Ноэль
Ноэль Кордье (фр. Noëlle Cordier; род. 25 марта 1944, Париж) — французская певица. Участница конкурса «Евровидение-1967».

## Биография
Ноэль Кордье родилась 25 марта 1944 года в Париже. Она начала выступать на сцене в середине 1960-х годов и в 1967 году экспертное жюри выбрало её представлять Францию на конкурсе песни «Евровидение».
На конкурсе «Евровидение-1967» в Вене она исполнила песню «Il must be beautiful there», написанную Пьером Деланоэ и Юбером Жиро. По результатам конкурса Кордье заняла третье место.
В 1970 году она участвовала в Кубке Европейского певческого тура в Кнокке-Хейсте.
В 1970 году Кордье приняла участие в рок-опере «Французская революция» Клода-Мишеля Шенберга и Алена Бублиля, в которой сыграла одну из главных ролей.
В качестве исполнительницы она добилась огромного успеха в 1974 году, исполнив песню «Tu t'en vas» в дуэте с Аленом Барьером.
В 1978 году Кордье вновь могла представлять Францию на конкурсе песни Евровидение-1978 и даже прошла квалификацию, но по итогам финала она заняла четвёртое, а Жоэль Прево был выбран участником конкурса от Франции.
В 1981 году Кордье перестала активно выступать на сцене, но время от времени появлялась в некоторых телешоу, включая «La Chance aux chansons».